# Husmandshus fra Årup, Fyn (Frilandsmuseet)
Husmandshuset fra Årup er et trelænget husmandssted i bindingsværk som nu befinder sig på Frilandsmuseet nord for København, men som indtil 1926 lå i Årup på Fyn. Genopførelsen stod på til 1935.
Huset var helt frem til 1926 fæstehus under et af de lokale godser.

## Galleri
| - Billeder fra 1927 - Huset set fra sydøst - Hjørne mellem øst- og sydlænge - Set fra nordøst |

| - Efter flytningen til Frilandsmuseet - Huset set fra nordvest. - Fra havesiden. Buksbomhækkene egnede sig også til tøjtørring. - Interiør, spisestuen? |